# (21434) Stanchiang
(21434) Stanchiang (1998 FG116) – planetoida z pasa głównego asteroid okrążająca Słońce w ciągu 3,34 lat w średniej odległości 2,23 j.a. Odkryta 31 marca 1998 roku.